# Mame Mbaye Niang
 (février 2023).
Mame Mbaye Niang est un homme politique sénégalais, membre de l'Alliance pour la République (APR) de Macky Sall et ministre du Tourisme et des Loisirs de 2022 à 2024.

## Biographie

### Famille
Mame Mbaye Kan Niang est le fils de Mbaye Niang, religieux et député, leader du Mouvement de la réforme pour le développement social (MRDS)

### Carrière académique et professionnelle
Après un baccalauréat, série D obtenu en 1998, Mame Mbaye Niang intègre l'École africaine de la météorologie et de l'aviation civile à Niamey au Niger. Il est détenteur d’un diplôme de Contrôleur de la navigation aérienne en 2004. En 2007, il décroche son diplôme d’ingénieur technologue à l'Institut africain de management de Dakar. Apres une carrière au bureau de l'Agence pour la sécurité de la navigation aérienne en Afrique et à Madagascar (ASECNA) de Dakar, il devient président du Conseil de surveillance de la Haute autorité de l'aéroport international Léopold-Sédar-Senghor avant d’être muté à la présidence du Conseil d’administration de l'aéroport international Blaise-Diagne.

### Carrière politique
Membre de l'Alliance pour la République du président Macky Sall, Mame Mbaye Niang est successivement ministre de la Jeunesse, de l'Emploi et de la Construction citoyenne, puis chef de cabinet politique du président de la République à partir d'avril 2019. Mame Mbaye Niang est candidat à la mairie de Dakar aux élections municipales de janvier 2022 sur une liste Sénégal 2035. Cette liste est concurrent de la liste Benno Bokk Yakaar (BBY), coalition formée par l'APR et soutenue par le président Sall. Sénégal 2035 et obtient 8 402 voix (contre 173 628 voix pour Yewwi Askan Wi, la coalition vainqueur et 81 015 voix pour BBY). Le fait que Niang puisse présenter une liste concurrente à la liste soutenue officiellement par le président Sall et l'APR sans encourir aucune sanction du président, est source de nombreuses discussions, certains analystes supposant que Macky Sall a donné son approbation à cette candidature dissidente,,.
En septembre 2022, Niang est nommé ministre du Tourisme et des Loisirs et remplacé au poste de chef de cabinet du président par Matar Bâ.
En 2023, Mame Mbaye Niang est au centre de l'actualité en raison du procès qui l'oppose à l'homme politique Ousmane Sonko, opposant et candidat déclaré à l'élection présidentielle de 2024. Il avait en effet traduit ce dernier en justice pour diffamation, injures publiques, faux et usage de faux, Ousmane Sonko l'ayant accusé d'avoir été épinglé par un rapport de l'Inspection générale d'État à la suite de sa gestion du Programme national des Domaines agricoles communautaires (PRODAC) qui relevait de lui en tant que ministre de la Jeunesse. Le 31 mars 2023, le verdict en première instance donne raison à Mame Mbaye Niang et condamne Sonko à une peine de deux mois de prison avec sursis et une amende de 200 millions de francs CFA,,.